# Маражоара
Культура Маражоара или Маражо, порт. Marajoara/Marajó culture — доколумбова культура, существовавшая на острове Маражо в устье реки Амазонка, идентифицируется по характерной керамике. Чарлз К. Манн датировал данную культуру периодом 800—1400 гг. н. э., в других исследованиях датировка смещалась, вплоть до предположения, что культура продолжала существовать и в ранний колониальный период.
Является наиболее заметной стадией более широкой полихромной культуры Амазонии (pt:Tradição Polícroma da Amazônia).
Для данной культуры характерна своеобразная керамика — крупная, с замысловатой росписью, изображающей растения и животных. Именно находки этой керамики (некоторые объекты — в весьма хорошей сохранности) стали первым свидетельством о существовании на о. Маражо развитого общества в доколумбову эпоху. Наличие курганов также говорит о существовании на острове крупных поселений с иерархической структурой. Тем не менее, многое в данной культуре ещё остаётся неизученным — её размах, контакты с другими культурами, структура и др.
Маражоарцы вели земледельческий образ жизни. Установлено, что индейцы культуры Маражоара строили свои дома на искусственных холмах, вероятно, для защиты от наводнений (подобная характеристика свойственна и другой амазонской культуре — гидравлической культуре насыпей). При раскопках этих насыпных холмов археологи обнаружили керамические сосуды, урны, миски и др., выполненные из глины, встречающейся на окраинах области распространения данной культуры. Наиболее интересные артефакты данной культуры найдены в захоронениях.
Самая крупная коллекция керамики Маражоара в настоящее время хранится в Музее штата Пара имени Эмиля Гёлди (г. Белен). Собрания изделий культуры Маражоара имеются и в других бразильских музеях — таких, как Национальный исторический музей Бразилии (Рио-де-Жанейро), Музей археологии и этнологии Университета Сан-Паулу в Сан-Паулу и Музей профессора О. Р. Кабрала, а также в зарубежных музеях — в частности, в Американском музее естественной истории в Нью-Йорке. Помимо этого, в 1972 г. был создан Музей Маражо, специально посвящённый данной культуре.
Индейцы культуры Маражоара изготавливали не только бытовые, но и декоративные предметы. Своеобразными изделиями являются керамические треугольники для прикрытия области женского лобка.
Керамическая технология была достаточно развитой. В глину для отжига добавлялись различные добавки.

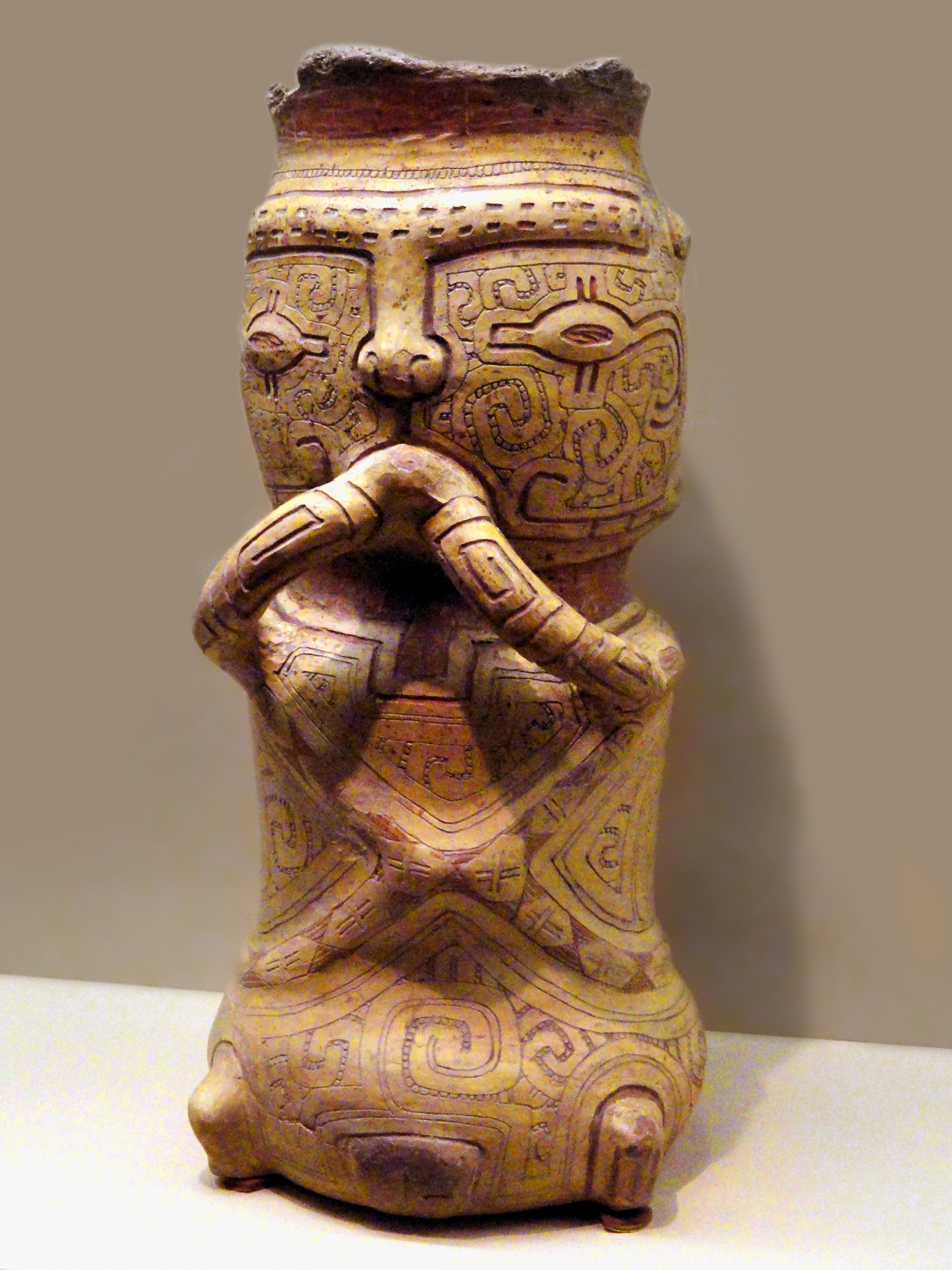
Экспонат из Американского музея естественной истории
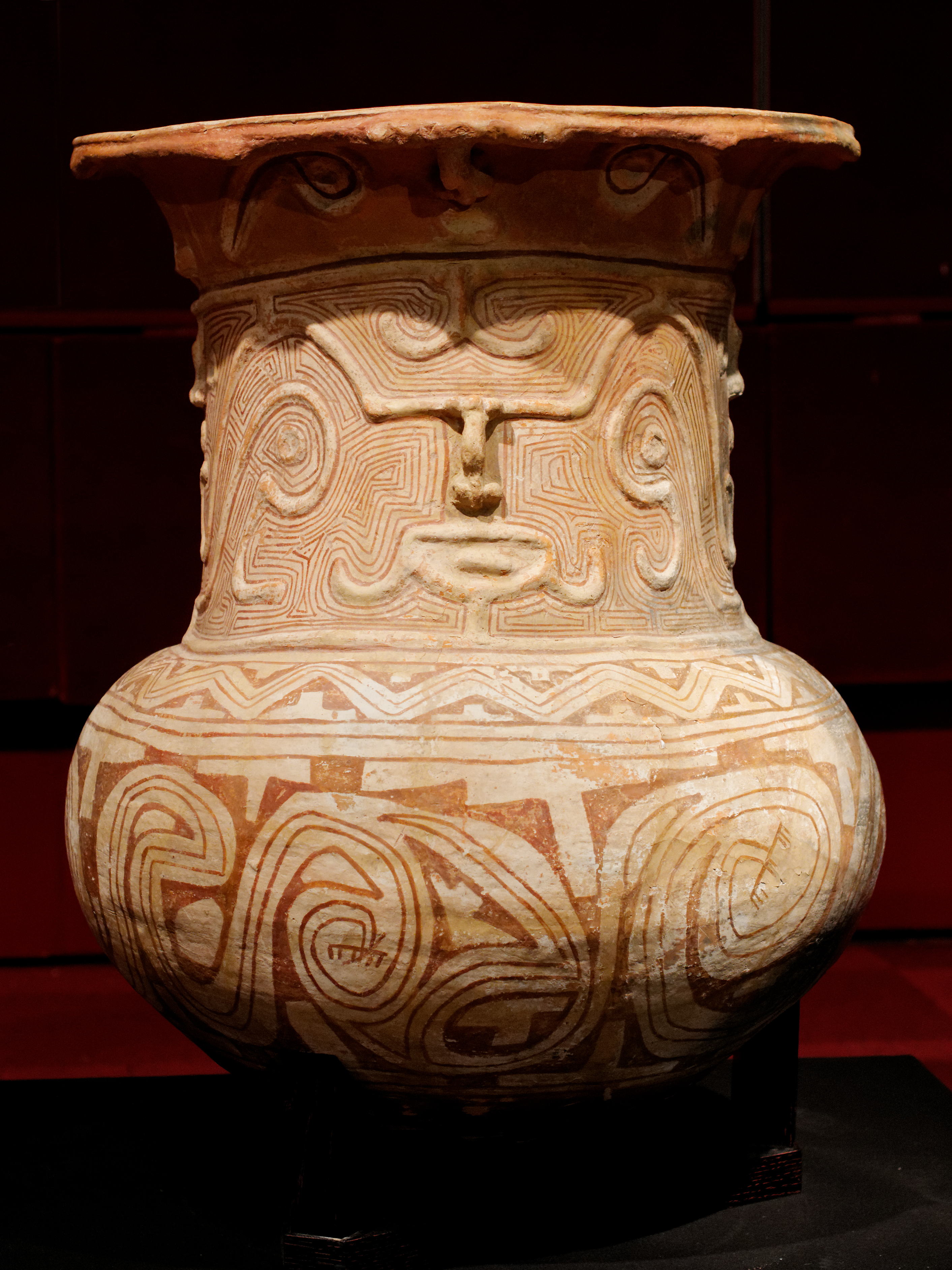
Экспонат из коллекции H. Law
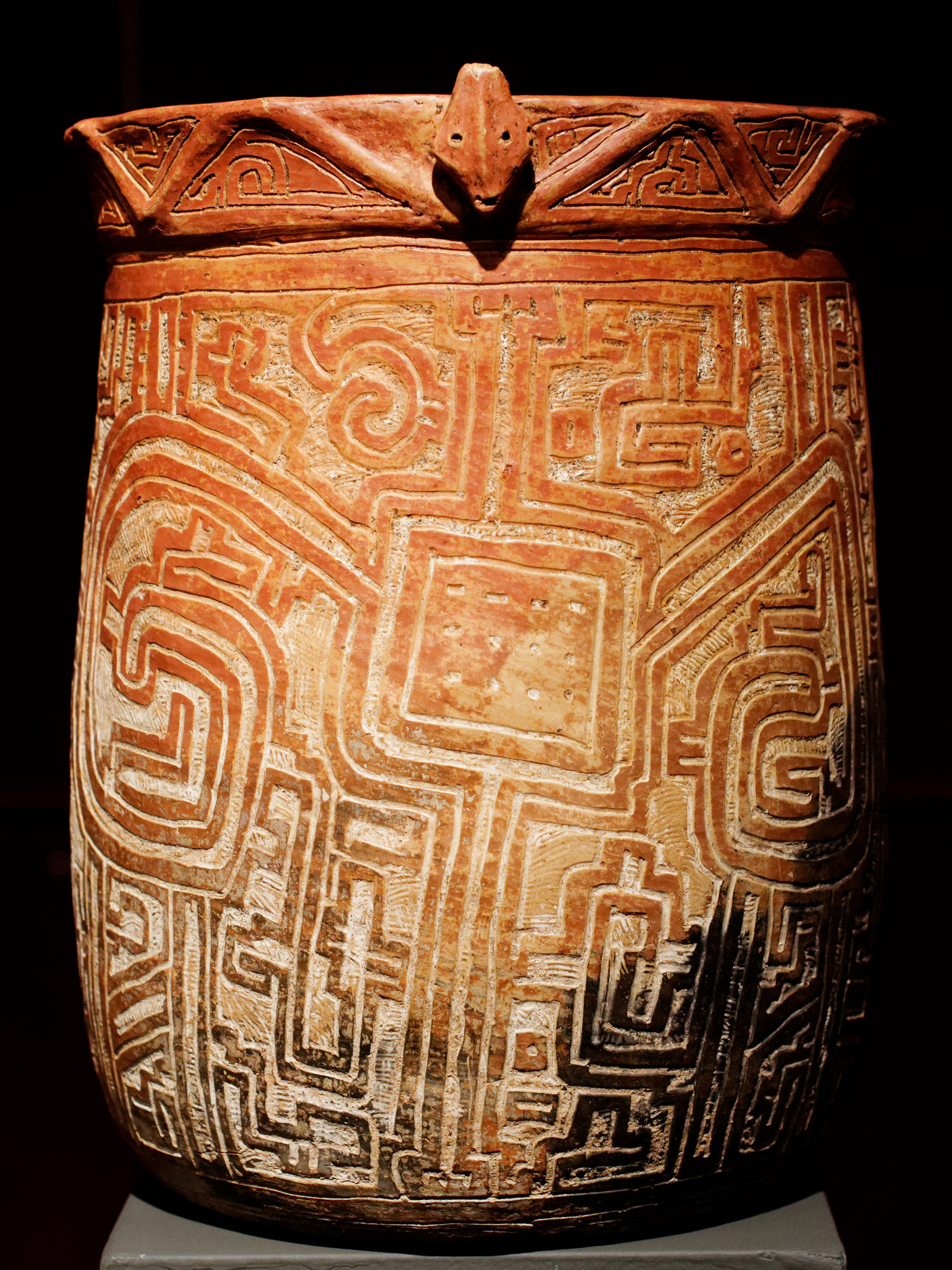
Экспонат из коллекции H. Law
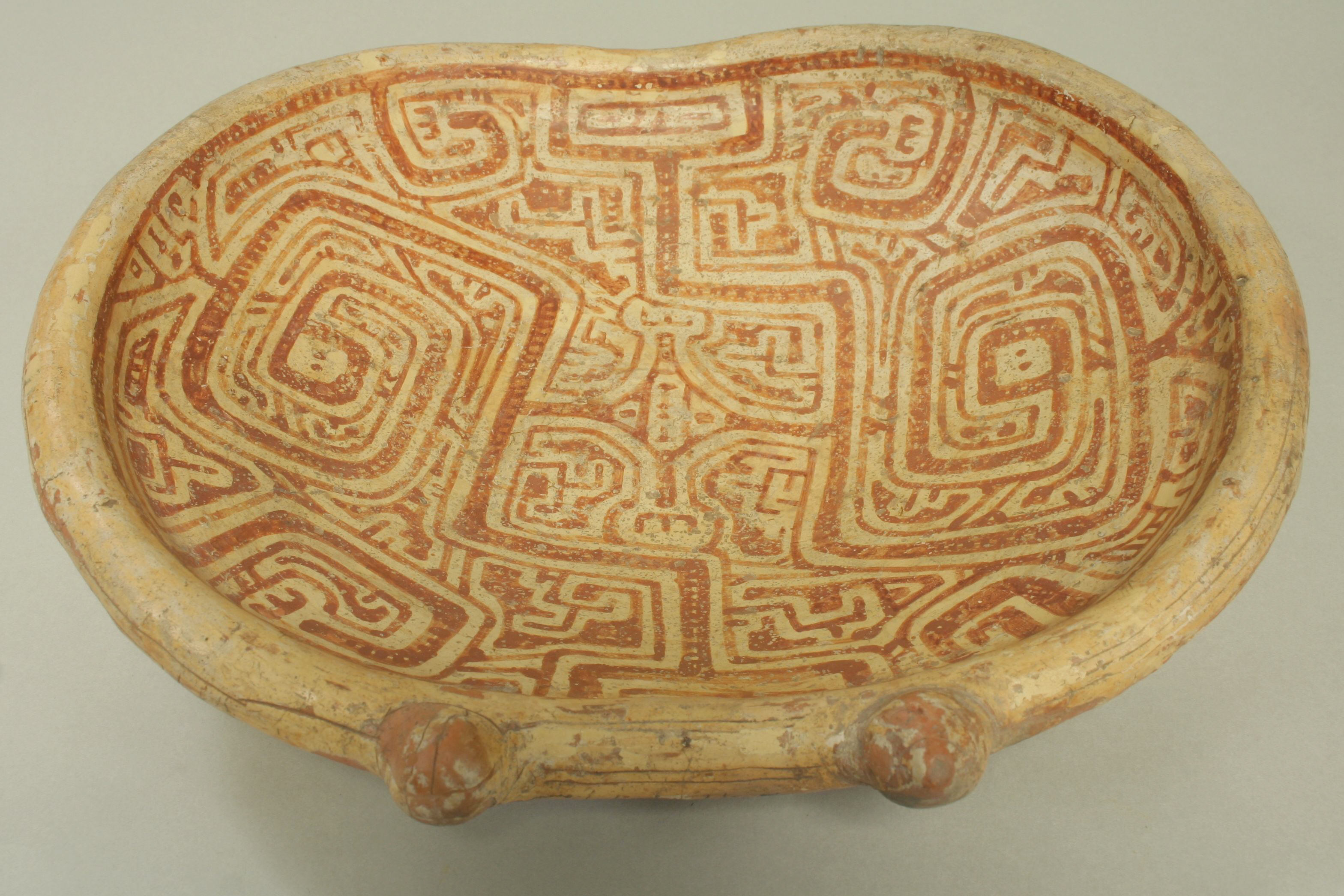
Тарелка культуры Маражоара
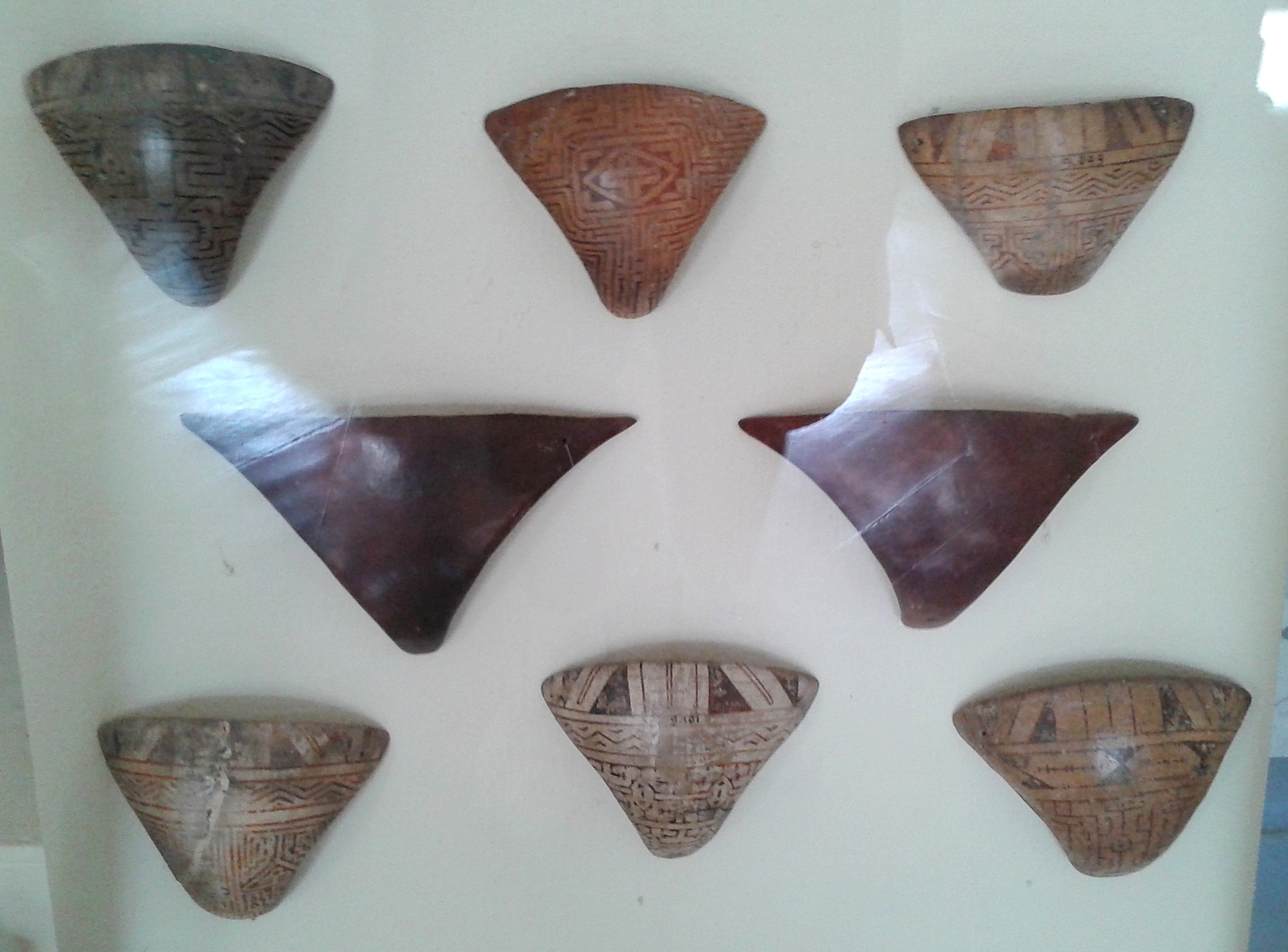
Керамические детали женской одежды (Национальный музей Бразилии)